# Less
less — утилита пейджер для текстовых терминалов UNIX-подобных систем, используемая для просмотра (но не изменения) содержимого текстовых файлов на экране. Отображает файл с возможностью прокрутки. Less — улучшение утилиты more. Возможна и обратная прокрутка. В отличие от многих текстовых редакторов (которые также можно использовать для просмотра файлов), less не нуждается в чтении всего файла перед стартом и в результате быстрее работает с большими файлами. Синтаксис команды:
less [параметры] [имя файла...]
less можно вызывать с параметрами, изменяющими поведение (например, число строк, отображаемых на экране). Некоторые параметры могут различаться в разных Unix-системах. При просмотре доступен ряд команд навигации. Эти команды базируются на используемых more и vi. Также возможен поиск в файле.
По умолчанию, less отображает содержимое файла на стандартный вывод. Если файл не указан, отображается стандартный ввод, что может использоваться для отображения результата работы конвейера. Если стандартный вывод команды less направлен не на терминал (в частности, на вход другой команды с использованием конвейера, или в обычный файл), less ведёт себя как cat.
less был написан Mark Nudelman (англ.) и сейчас включён в проект GNU. Эта команда включена во многие Unix-системы.